# Vernon Kirby
Vernon Kirby, né le 22 juin 1911 à Durban (Afrique du Sud) et mort le 27 septembre 1994 à Perth (Australie), est un ancien joueur sud-africain de tennis. 

## Carrière
Joueur de l'équipe sud-africaine de Coupe Davis. 

## Palmarès

### Titres en simples
- 1931 Scottish championships, bat Norman Farquharson (6-2, 13-11)
- 1933 Dulwich Covered courts championships, bat Henry Culley (7-5, 8-10, 6-2)
- 1934 Estoril, bat Roland Journu (6-4 10-8 1-6 6-4)

### Finales en simples
- 1931 Southern Transvaal championship, battu par Norman Farquharson (7-5, 3-6, 6-3, 1-6, 6-3)[1]
- 1933 South African championships, battu par Colin Robbins (6-1, 1-6, 4-6, 9-7, 6-4)
- 1935 South African championships, battu par Norman Farquharson (6-0, 6-4, 6-1)
- 1937 South African championships, battu par Josip Palada (6-2, 0-6, 4-6, 6-1, 6-0)

## Performance
- 1934 demi-finale de l'US Open, battu par Fred Perry (6-2, 2-6, 6-4, 6-2)
- 1934 quart de finale de Wimbledon, battu par Sidney Wood (6-1,6-4, 3-6, 6-0)
- 1935 finaliste en mixte à l'Open d'Australie avec G Bond[2].
- 1931 et 1937 finaliste en double à Roland Garros avec Norman Farquharson.